# Ryczeń
Ryczeń est une localité polonaise de la gmina et du powiat de Góra en voïvodie de Basse-Silésie.